# Rome Express (film, 1932)
Pour plus de détails, voir Fiche technique et Distribution.
Pour les articles homonymes, voir Rome-Express.
Rome Express (Rome Express) est un film britannique de Walter Forde, sorti en 1932.

## Synopsis
Un meurtre assez curieux et inexplicable a été commis à bord du train express Paris-Rome. L'enquête se révèle des plus ardues car parmi les voyageurs, les suspects ne manquent pas. Dès le début des investigations, les soupçons se portent indifféremment sur la troublante vedette de cinéma Asta Marvelle et sur un certain Poole.

## Fiche technique
- Titre français et original : Rome Express
- Réalisation : Walter Forde
- Scénario : Sidney Gilliat, Ralph Stock et Frank Vosper (d'après une histoire de Clifford Grey)
- Montage : Fredrick Y. Smith
- Production : Michael Balcon pour Gaumont British Picture Corporation
- Pays d'origine : Royaume-Uni
- Genre : thriller
- Durée : 95 minutes
- Format : Noir et blanc
- Sortie : novembre 1932

## Distribution
- Conrad Veidt : Zurta
- Esther Ralston : Asta Marvelle
- Hugh Williams : Tony
- Donald Calthrop : Poole
- Joan Barry : Mrs. Maxted
- Harold Huth : George Grant
- Gordon Harker : Tom Bishop
- Eliot Makeham : Mills
- Cedric Hardwicke : Alistair McBane
- Frank Vosper : M. Jolif
- Muriel Aked : la vieille fille
- Finlay Currie : Sam